# Юфола (Оклахома)
Юфола (англ. Eufaula) — город и административный центр округа Мак-Интош в штате Оклахома в Соединённых Штатах Америки.
По данным переписи 2020 года, население города составляло 2 тысячи 766 человек.

## История
Название города происходит от одноимённого народа — одного из криков. Город и округ находятся в пределах юрисдикции федерально признанной нации Маскоги, которые были переселены сюда с юго-востока Соединённых Штатов в 1830-х годах.
Старое здание суда округа Мак-Интош (Первая улица, № 110) включено в Национальный реестр исторических мест США.

## География
По данным Бюро переписи населения США, общая площадь города Юфола составляет 9,6 квадратных миль (25 км2), из которых 6,6 квадратных миль (17 км2) — это суша, а 3,0 квадратных мили (7,8 км2 или 31,15%) — водная поверхность.